# Курганов Олексій Сергійович
Олексій Сергійович Курганов (рос. Алексей Сергеевич Курганов; 9 травня 1990, Андреєво, Росія — 7 березня 2022, Україна) — російський офіцер, гвардії капітан ПДВ РФ. Герой Російської Федерації.

## Біографія
Здобув середню освіту. З 2007 року перебував на військовій службі. Вступив у Рязанське гвардійське вище повітряно-десантне командне училище імені генерала армії В. Ф. Маргелова (РВВДКУ). Після закінчення РВВДКУ з 2012 року служив в 137-му гвардійському парашутно-десантному полку 106-ї гвардійської повітряно-десантної дивізії, де займав посади командира парашутно-десантного та розвідувального взводів, заступника командира, а з 2020 року — командира розвідувальної роти. Учасник військової операції в Сирії (з 2015) та російського вторгнення в Україну. Загинув у бою. Похований в рідному селищі Андреєво.

## Нагороди
- Медаль «За відзнаку у військовій службі» 3-го ступеня (10 років)
- Медаль «За службу у військово-космічних силах»
- Медаль «За службу у військовій розвідці Повітряно-десантних військ»
- Медаль «За ратну доблесть»
- Медаль ордена «За заслуги перед Вітчизною» 2-го ступеня з мечами (2020)
- Звання «Герой Російської Федерації» (31 березня 2022, посмертно) — «за мужність і героїзм, проявлені при виконанні військового обов'язку.» 20 квітня медаль «Золота зірка» була вручена вдові Курганова.